# Fabienne Humm
Fabienne Valérie Humm (født 20. december 1986) er en kvindelig schweizisk fodboldspiller, der spiller angreb/midtbane for schweiziske FC Zürich og Schweiz' kvindefodboldlandshold.
Hun fik sin officielle debut på det schweiziske landshold i maj 2012 i en 1–0-sejr over Irland. Humm har desuden deltaget ved VM i fodbold 2015 i Canada og EM i Holland i 2017. Ved VM i 2015 scorede Humm det hurtigste hattrick i VM's historie i 10–1-sejren over Ecuador. Hun blev også udtaget til landstræner Nils Nielsens officielle trup mod EM i fodbold for kvinder 2022 i England.